# 芭蕉精

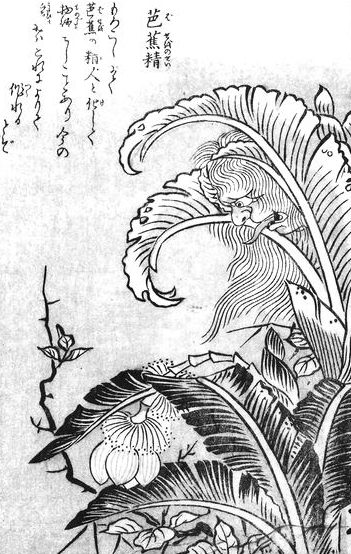
鳥山石燕『今昔百鬼拾遺』「芭蕉精」

芭蕉精（ばしょうのせい）是中国和日本传说的妖怪，是從舊的變形，因為芭蕉年長久沒有人料理，因此過久了后成精，化出一種鬼來。能埂柏树妖。于公名不朽，正氖薄妻霄。文化认为凡物皆有鬼，“除芭蕉鬼，还有水鬼、山鬼、树鬼、鸡鬼、牛鬼、人鬼、竹子鬼、谷鬼等等”同是百越民族发展而来，自然崇拜分为天鬼，地鬼两类。是芭蕉經過數百年後化身成精，记载于《夷坚续志》。
鸟山石燕也在题词中说，像芭蕉化成人形的故事传说由中国民间传来。『中陵漫錄』記載信州（現・長野縣）一位年輕的僧人在深夜讀書時，有美女出現向他獻媚。僧人大怒，揮起短刀砍去，女人流著血逃走。隔天早上，他循著血跡發現庭院裡的芭蕉樹被砍倒了。泰国也有传说。在中國古代書籍也有提及芭蕉精幻化人形危害人的橋段。

## 参看
- 中国妖怪列表
- 日本妖怪列表